# Механофилия
Механофилия, или мехафилия, — парафилия, связанная с сексуальным влечением к таким видам транспорта, как велосипеды, мотоциклы, автомобили, вертолёты и самолёты.
В некоторых странах механофилия приравнивается к совершению преступления на сексуальной почве: после суда виновные включаются в реестр сексуальных преступников.

## Известные случаи
В 2015 году камера видеонаблюдения засняла, как мужчина в Таиланде мастурбировал на переднем сиденье автомобиля Porsche.
В 2008 году американец Эдвард Смит признался, что «занимался сексом» с 1000 автомобилями и вертолётом, которые использовались в телевизионном шоу «Воздушный волк».

## В культуре
Термин «механофилия» использовался для описания важных работ ранних модернистов, в том числе в «Эксцентричном манифесте» (1922), написанном Леонидом Траубергом, Сергеем Юткевичем, Григорием Козинцевым и другими участниками «Фабрики эксцентричного актёра», модернистского авангардного движения, охватившего русский футуризм и конструктивизм.
Этот термин вошёл в сферу научной и популярной фантастики.
С научной точки зрения, в книге Эдварда О. Уилсона «Биофилия — связь человека с другими биологическими видами (с англ. — «Biophilia – The Human Bond with Other Species»)» автор описывает механофилию как «особый случай биофилии», в то время как психологи, такие как Эрих Фромм, рассматривают её как форму некрофилии.
Авторы провели параллель между механофилией и маскулинной милитаризацией, ссылаясь на работы аниматора Ясуо Оцуки и студии «Гибли».
Во французском фильме «Титан», получившем Золотую пальмовую ветвь в 2021 году, показаны сцены, в которых женщина с механофилией занимается сексом с автомобилями.